# Spice 1
Robert L. Green, Jr., mais conhecido pelo seu nome artístico Spice 1, é um rapper americano de Hayward, Califórnia, na Bay Area. É mais conhecido pelo seu álbum de 1994 "AmeriKKKa's Nightmare".   Ele lançou constantemente álbuns de estúdio desde 1991. Ele foi ranqueado número 56 na Top 115 Hip-Hop Artists from 1988-2003 da The Source. Seu álbum "Spice 1" também foi listado na lista dos 100 melhores álbuns de rap da revista.

## Biografia
Green nasceu em Corsicana, Texas, filho de uma mulher chamada Jean Green Craven, mas se mudou para Hayward, na Bay Area da California quando fez 5 anos. Seu padrasto é Jerry Craven. Ele foi descoberto pelo rapper Too Short, que o ajudou a assinar um contrato com a Jive Records em 1991. No mesmo ano, Spice 1 lançou seu primeiro disco, o EP Let It Be Known, mas não lhe rendeu reconhecimento. No disco havia sete faixas num estilo old school. Seu álbum de estréia epónimo Spice 1 lançado em 1992 foi um álbum de gangsta rap muito bem vivido e fatalista, com seu estilo de cantar irritado, nervoso e pessimista e o tom de voz adicionado contribuiu para o desespero que emana do disco. O lançamento seguinte foi ainda mais amargo e niilista, 187 He Wrote, em 1993. O álbum trouxe mais reconhecimento ao rapper e é considerado um clássico da west coast. O falecido rapper Tupac Shakur disse uma vez que 187 He Wrote é o "disco mais pesado já gravado". Mais o álbum que definitivamente colocou Spice 1 no cenário do rap foi AmeriKKKa's Nightmare, lançado em 1994, recheado de letras violentas e batidas funkadélicas que lembravam o The Chronic de Dr. Dre. 
Durante seu contrato com a Jive, Spice lançou seis álbuns de estúdio e um EP, e três desses álbuns receberam certificação de disco de ouro, Spice 1, 187 He Wrote e AmeriKKKa's Nightmare. Ele continuou a lançar álbuns de sucesso, mas nunca mais recebeu certificações por suas vendas. Apesar disso ele nunca mudou sua imagem, continuando a reter sua imagem gangsta em seu período na Jive Records. A maior canção de sua carreira foi "Trigga Gots No Heart", da trilha sonora do filme Menace II Society. Porém, na mesma época em que lançou o single "Trigga Gots No Heart", MC Eiht também teve um hit single da trilha sonora que levou o primeiro lugar chamado "Streiht Up Menace". Depois de 8 anos, Spice 1 lançou seu último álbum com a gravadora, Immortalized. Apesar de receber boas críticas, não foi bem promovido e também não vendeu como esperado. De acordo com Spice 1, ele deixou a Jive Records porque eles queriam limpar sua imagem.

## Discografia
- 1991: Let It Be Known (EP)
- 1992: Spice 1
- 1993: 187 He Wrote
- 1994: AmeriKKKa's Nightmare
- 1995: 1990-Sick
- 1997: The Black Bossalini (a.k.a. Dr. Bomb from da Bay)
- 1999: Immortalized
- 2000: The Last Dance
- 2002: Spiceberg Slim
- 2004: The Ridah
- 2005: Dyin' 2 Ball
- 2005: The Truth
- 2010: Hallowpoint